# مكسيم الشامي
مكسيم الشامي هو نحات ومغني أوبرالي لبناني، ولد سنة 1985.
شارك في 2012 في الموسم الثاني من أرابز غوت تالنت للمواهب، وبعد حصوله على موافقة جميع لجنة الحكام انتقل مكسيم الشامي لمرحلة النصف نهائيات ثم تحصل من قبل الجمهر على أكبر عدد للأصوات الذي جعله يبلغ المرحلة النهائية، لكنه في النهاية لم يفز بأحد المراكز الثلاثة الأولى.

## روابط خارجية
- مكسيم الشامي وحسين رسمي إلى المرحلة النهائية من Arabs Got Talent.
- مكسيم الشامي صوت هز لجنة تحكيم Arabs Got Talent, وكالة رم للأنباء.